# 브뤼셀 항공의 운항 노선
아래는 브뤼셀 항공의 취항지 목록이다. (2019년 2월 현재)

## 운항 노선

### 아시아

#### 서남아시아
- 이스라엘
  - 텔아비브 - 벤구리온 국제공항

#### 중앙아시아
- 아르메니아
  - 예레반 - 츠바르트노츠 국제공항

### 아프리카

#### 서아프리카
- 가나
  - 아크라 - 코토카 국제공항
- 감비아
  - 반줄 - 반줄 국제공항
- 기니
  - 코나크리 - 코나크리 국제공항
- 라이베리아
  - 몬로비아 - 로버츠 국제공항
- 베냉
  - 코토누 - 카제훈 공항
- 부르키나파소
  - 와가두구 - 와가두구 공항
- 세네갈
  - 다카르 - 레오폴 세다르 상고르 국제공항
- 시에라리온
  - 프리타운 - 룽기 국제공항
- 카메룬
  - 두알라 - 두알라 국제공항
  - 야운데 - 은시말렌 국제공항
- 코트디부아르
  - 아비장 - 포르부에 공항
- 토고
  - 로메 - 로메 토코인 공항

#### 남아프리카
- 앙골라
  - 루안다 - 루안다 콰트루 드 페베레이루 공항

#### 동아프리카
- 르완다
  - 키갈리 - 키갈리 국제공항
- 부룬디
  - 부줌부라 - 부줌부라 국제공항
- 우간다
  - 엔테베 - 엔테베 국제공항
- 콩고 민주 공화국
  - 킨샤사 - 은질리 공항

#### 북아프리카
- 모로코
  - 마라케시 - 마라케시 메나라 공항
  - 아가디르 - 아가디르 알마시라 공항

### 유럽

#### 서유럽
- 영국
  - 런던 - 런던 히드로 국제공항
  - 맨체스터 - 맨체스터 공항
  - 버밍엄 - 버밍엄 공항
  - 브리스톨 - 브리스톨 공항
  - 에든버러 - 에든버러 공항
- 프랑스
  - 파리 - 파리 샤를 드 골 공항
  - 리옹 - 생텍쥐페리 국제공항
  - 낭트 - 낭트 아틀랑티크 공항
  - 니스 - 니스 코트다쥐르 공항
  - 루르드 - 루르드 로드 피레네 공항
  - 마르세유 - 마르세유 프로방스 공항
  - 바스티아 - 바스티아 포레타 공항 계절편
  - 보르도 - 보르도 메리냑 공항 계절편
  - 스트라스부르 - 스트라스부르 공항
  - 아작시오 - 아작시오 나폴레옹 보나파르트 공항 계절편
  - 칼비 - 칼비 성클레망 공항 계절편
  - 툴루즈 - 툴루즈 블라냑 공항
  - 피가리 - 피가리 수드 공항 계절편
- 독일
  - 베를린 - 베를린 테겔 국제공항
  - 뉘른베르크 - 뉘른베르크 공항
  - 브레멘 - 브레멘 공항
  - 하노버 - 하노버 공항
  - 함부르크 - 함부르크 공항
- 벨기에
  - 브뤼셀 - 브뤼셀 공항 허브

#### 중유럽
- 스위스
  - 제네바 - 제네바 국제공항
  - 바젤 - 유로 에어포트
- 오스트리아
  - 비엔나 - 비엔나 국제공항

#### 남유럽
- 그리스
  - 아테네 - 아테네 국제공항
  - 로도스섬 - 로도스 국제공항 계절편
  - 테살로니키 - 테살로니키 국제공항 계절편
  - 이라클리오 - 이라클리오 국제공항 계절편
- 스페인
  - 마드리드 - 마드리드 바하라스 공항
  - 바르셀로나 - 바르셀로나 엘프라트 공항
  - 라스팔마스 - 그란 카나리아 공항
  - 말라가 - 말라가 공항
  - 빌바오 - 빌바오 공항
  - 세비야 - 세비야 공항
  - 알리칸테 - 알리칸테 엘치 공항
  - 테네리페 - 테네리페 사우스 공항
  - 팔마데마요르카 - 팔마데마요르카 공항 계절편
  - 헤레스데라프론테라 - 헤레스데라프론테라 공항 계절편
- 이탈리아
  - 로마 - 로마 피우미치노 공항
  - 나폴리 - 나폴리 국제공항
  - 밀라노 - 밀라노 말펜사 공항
  - 밀라노 - 밀라노 리나테 공항
  - 베니스 - 베니스 마르코 폴로 국제공항
  - 볼로냐 - 볼로냐 굴리엘모 마르코니 국제공항
  - 카타니아 - 카타니아 폰타나로사 국제공항 계절편
  - 코미소 - 코미소 공항 계절편
  - 튜린 - 튜린 공항
  - 팔레르모 - 팔레르모 팔코네 보르셀리노 공항
  - 플로렌스 - 플로렌스 공항
- 크로아티아
  - 자그레브 - 자그레브 국제공항
  - 두브로브니크 - 두브로브니크 공항 계절편
- 폴란드
  - 리스본 - 리스본 공항
  - 파로 - 파로 공항 계절편
  - 포르투 - 포르투 공항
  - 푼샬 - 푼샬 마데이라 공항

#### 동유럽
- 러시아
  - 모스크바 - 도모데도보 공항
  - 상트페테르부르크 - 풀코보 국제공항 계절편
- 리투아니아
  - 빌뉴스 - 빌뉴스 국제공항
- 체코
  - 프라하 - 프라하 바츨라프 하벨 국제공항
- 폴란드
  - 바르샤바 - 바르샤바 쇼팽 국제공항
  - 크라우프 - 크라우프 발리체 국제공항
- 헝가리
  - 부다페스트 - 부다페스트 페리 헤지 국제공항

#### 북유럽
- 노르웨이
  - 오슬로 - 오슬로 공항
- 덴마크
  - 코펜하겐 - 코펜하겐 공항
  - 빌룬드 - 빌룬드 공항
- 스웨덴
  - 스톡홀름 - 스톡홀름 브로마 공항
  - 예테보리 - 예테보리 란드베터 공항

### 아메리카

#### 북아메리카
- 미국
  - 워싱턴 D.C - 워싱턴 덜레스 국제공항 계절편
  - 뉴욕 - 존 F. 케네디 국제공항
- 캐나다
  - 토론토 - 토론토 피어슨 국제공항

## 단항 노선

### 아시아

#### 남아시아
- 인도
  - 델리 - 인디라 간디 국제공항
  - 뭄바이 - 차트라파티 시바지 국제공항

### 아프리카

#### 동아프리카
- 케냐
  - 나이로비 - 조모 케냐타 국제공항

### 유럽

#### 서유럽
- 영국
  - 벨파스트 - 벨파스트 공항
- 프랑스
  - 몽펠리에 - 몽펠리에 메디테라니 공항
- 독일
  - 베를린 - 베를린 템펠호프 공항

#### 남유럽
- 몰타
  - 몰타 - 몰타 국제공항
- 슬로베니아
  - 류블랴나 - 류블랴나 요제 푸치니크 국제공항

#### 동유럽
- 라트비아
  - 리가 - 리가 국제공항